# 格雷格·拉塞尔
格雷格·拉塞尔（英語：Greg P. Russell）为一位美国音讯工程师。自1970年以来，他一直参与近200部电影制作，并获得了16项奥斯卡最佳音响效果奖提名，尽管从未获奖，是继凯文·奥康奈尔后现任获得最多奥斯卡提名而从未获奖的人。他因其在木偶宝贝上的工作，于1989年因杰出电影混音而获得日间艾美奖。

## 精选影视作品
- 黑雨 (1989)[1]
- 勇闯夺命岛 (1996)[2]
- 空中监狱 (1997)[3]
- 佐罗的面具 (1998)[4]
- 世界末日 (1998)[4]
- 爱国者 (2000)[5]
- 珍珠港 (2001)[6]
- 蜘蛛侠 (2002)[7]
- 蜘蛛侠2 (2004)[8]
- 艺伎回忆录 (2005)[9]
- 启示 (2006)[10]
- 变形金刚 (2007)[11]
- 变形金刚2 (2009)[12]
- 特工绍特 (2010)[13]
- 变形金刚3 (2011)[14]
- 007：大破天幕杀机 (2012)[15]